# 1996年のバスケットボール
1996年のバスケットボール（1996ねんのバスケットボール）では、1996年（平成8年）のバスケットボール関連の出来事をまとめる。

## できごと
- 1月30日 - マジック・ジョンソン、NBA復帰。
- 7月 - アトランタオリンピック、日本女子20年ぶりの五輪出場。

## 国際大会
- アトランタ五輪
男子
  - 金メダル: アメリカ合衆国
  - 銀メダル: ユーゴスラビア
  - 銅メダル: リトアニア

女子
  - 金メダル: アメリカ合衆国
  - 銀メダル: ブラジル
  - 銅メダル: オーストラリア

## 国内大会

### 日本国内
- 全日本総合バスケットボール選手権大会
男子
  - 優勝:いすゞ自動車ギガキャッツ
  - 準優勝:トヨタ自動車ペイサーズ

女子
  - 優勝:シャンソン化粧品Vマジック
  - 準優勝:ジャパンエナジーサンフラワーズ
- バスケットボール日本リーグ
男子
  - 優勝:いすゞ自動車ギガキャッツ

女子
  - 優勝:シャンソン化粧品Vマジック
- 第27回全国高等学校バスケットボール選抜優勝大会
男子
  - 優勝:能代工業（秋田）
  - 準優勝:福島工業（福島）

女子
  - 優勝:名古屋短大付（愛知）
  - 準優勝:甲子園学院（兵庫）

### NBA
- NBAファイナル（1995-1996シーズン）
シカゴ・ブルズ（イースタン） （4勝2敗） シアトル・スーパーソニックス（ウェスタン）

シカゴ・ブルズに本格復帰したマイケル・ジョーダンが、チームを3年ぶり4度目の優勝に導いた。

## 誕生
- 3月24日 - マイルス・ターナー（アメリカ）